# 蜂桶寨乡
蜂桶寨乡是中华人民共和国四川省雅安市宝兴县下辖的一个乡镇级行政单位。

## 行政区划
蜂桶寨乡下辖以下地区：
盐井坪村、顺山村、青坪村、和平村、新华村、光明村、新康村和民和村。

## 教育
- 宝兴县蜂桶寨小学：受香港政府支助的援建川震學校之一，與香港的柏立基教育學院校友會盧光輝紀念學校結成姊妹學校[3]。